# Kazensko pravo
Kazensko pravo je celota pravnih pravil in pravnih načel, ki opredeljujejo kazniva dejanja, kazensko odgovornost in kazenske sankcije.
Temeljna načela kazenskega prava so: načelo človekovega dostojanstva in humanosti, načelo legitimnosti in omejenosti represije samo na nujne primere (prisila kot ultima ratio), načelo zakonitosti (Nullum crimen nulla poena sine lege paevia; Nullum crimen sine lege certa), načelo subjektivne ali krivdne odgovornosti ter načelo sorazmernosti med kaznivim dejanjem in kaznijo.
Kazensko pravo ima splošni in posebni del. Predmet splošnega dela so načela kazenskega prava in vsa tista pravna pravila, ki se nanašajo na zasnovo in skupne značilnosti vseh kaznivih dejanj, na splošne prvine in predpostavke kazenske odgovornosti in na sistem kazenskih sankcij. Posebni del pa zajema opise kaznivih dejanj, ki so razvrščena po različnih skupinah.